# ابوبکر فوفانا (بازیکن فوتبال فرانسوی)
ابوباکار فوفانا (انگلیسی: Aboubacar Fofana؛ زادهٔ ۴ اکتبر ۱۹۸۲) بازیکن فوتبال اهل فرانسه است.
از باشگاه‌هایی که در آن بازی کرده‌است می‌توان به باشگاه فوتبال یوونتوس، باشگاه فوتبال میلوال، و باشگاه فوتبال پائوک اشاره کرد.